# Флессель (повітряна куля)
Флессель (фр. Le Flesselles; 1784, Ліон) — повітряна куля спроектована й збудована братами Монгольф'є в Франції. 19 січня 1784 року на ній було здійснено перший політ над Ліоном . Це був лише третій пілотований політ повітряної кулі в історії авіації.

## Створення повітряної кулі
Після успішних показових польотів у Анноне (4 червня 1783) і Парижі (19 жовтня 1783), Жозеф Монгольф'є завітав до Ліона, де амбітний молодий інтендант міста Жак де Флессель запропонував йому свою допомогу в організації наступного польоту. 22 жовтня 1783 року Жак Флессель оголосив про відкриття публічної підписки і збір коштів на перший в історії Ліона повітряний політ над містом. На його заклик відгукнулись переважно аристократичні масони: з 360 підписантів зібрали по 12 ліврів і таким чином сформували невеликий бюджет на будівництво нової повітряної кулі.
За задумом Монгольф'є, їхня нова повітряна куля мала бути значно більших розмірів і планувалось, що перший політ на ній можна буде здійснити з конем чи іншою великою свійською твариною. Оскільки бюджету для реалізації такої амбітної ідеї було недостатньо, Монгольф'є вирішили зекономити на тканині для оболонки кулі і закупили жорстку й не дуже міцну мішковину, яку поєднали з декількома шарами цупкого паперу. Над пальником, який мав нагрівати повітря в оболонці, встановили міцнішу й стійкішу до вогню тканину. Сіно, яке вони використовували як паливо для своїх перших показових польотів, Монгольф'є замінили на дрова і відповідно, дещо модифікували піч і пальник в яких вони мали горіти.
В грудні 1783 року Жозеф Монгольф'є найняв шістнадцять груп робітників, кожна з яких складалась з майстра, його помічника й трьох працівників і відповідала за пошиття окремого сегменту оболонки кулі. На додаток до цих 96 працівників, він найняв окрему групу з 54 робітників, які займались створенням конструкції гондоли для пасажирів.
Від початкової ідеї польоту з конем відмовились і вирішили здійснити безкоштовний політ для рекордних 10 пасажирів. Проте пізніше зменшили кількість пасажирів до шести. В грудні було оголошено про конкурс для всіх охочих здійснити цей історичний політ. Зголосилось аж 30 кандидатів і серед них було обрано 6 найкращих. До них потрапили: Пілатр де Розьє, який мав бути капітаном повітряної кулі, військовий і письменник граф Лорансен, бельгійський принц Шарль-Антуан де Лінь, батько якого сплатив вартість 100 підписок і вклав найбільше грошей в будівництво кулі, маркіз Дамп'єр, який пізніше став військовим генералом і граф Жан-Франсуа де Лапорт д'Англфор. Шостим мав стати сам Жозеф Монгольф'є.

## Підготовка до польоту

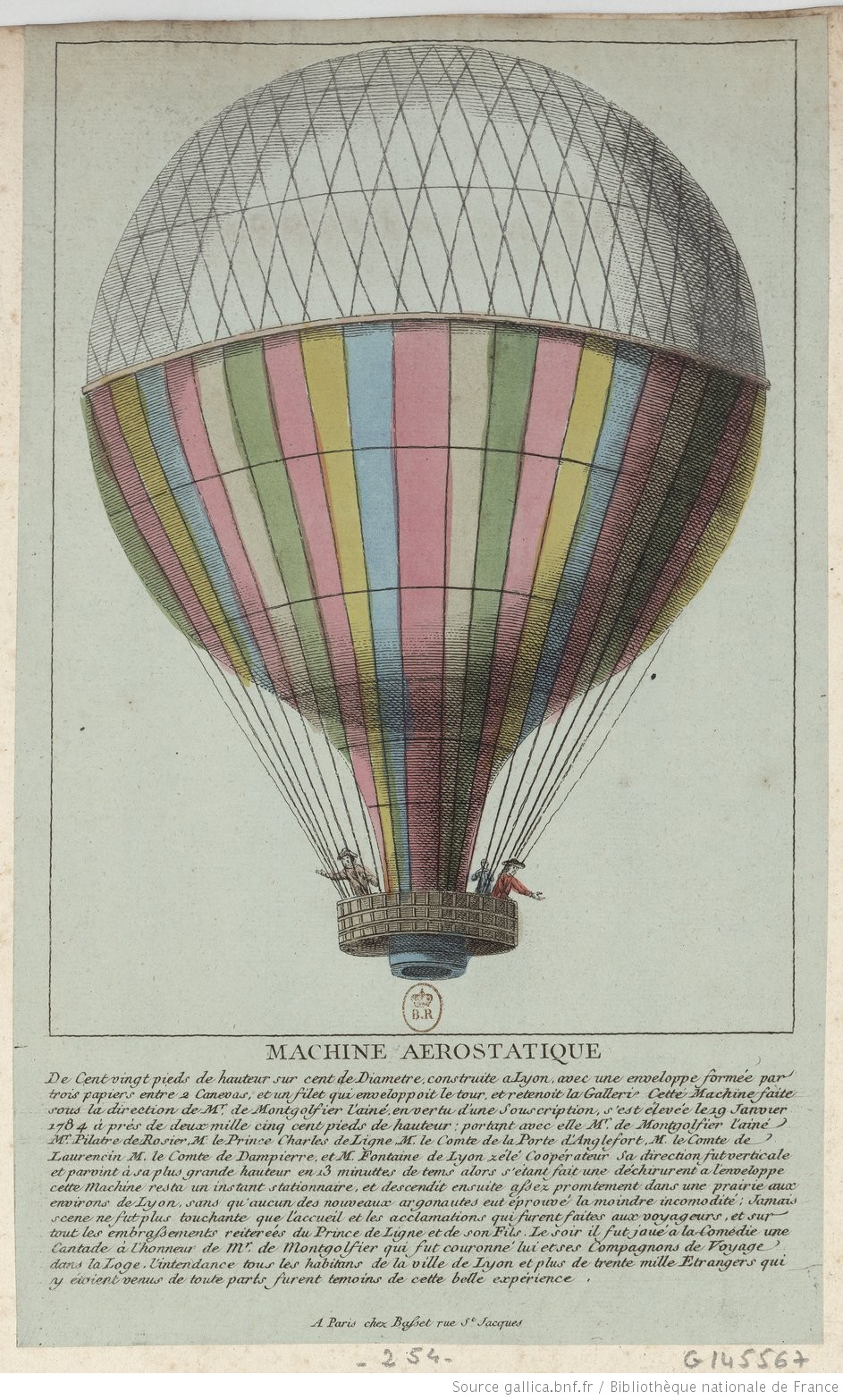
Конструкція і опис повітряної кулі «Флессель» (1784 рік)

Наприкінці грудня 1783 року повітряна куля була готова до перших випробувань. Жозеф вирішив назвати її «Флессель», в честь молодого інтенданта Жака Флесселя, без якого цю амбітну ідею не вдалося б реалізувати. 26 грудня пройшло перше, не надто успішне випробування «Флесселя». Через сувору зимову погоду з дощем та мокрим снігом, відбувались неодноразові витоки гарячого повітря з оболонки кулі і вона різко втрачала висоту одразу після свого старту. Наступне випробування, 16 січня 1784 року, було ще гіршим ніж перше. Вогонь, який мав нагрівати повітря в оболонці, розпалили занадто великим і частина оболонки кулі загорілась. Вона горіла лише протягом хвилини, проте після інциденту довелось міняти великий шмат тканини який згорів і було втрачено момент для старту кулі. Через постійну появу нових «латок» на кулі, її міцність була під сумнівом, адже повітря значно швидше виходило через безліч новоутворених швів. Також, виявилось, що під час пожежі була пошкоджена сітка на якій висіла гондола для пасажирів. Її замінили шістнадцятьма мотузками, проте навантаження на них було нерівномірним і це створювало нові небезпеки перед стартом кулі.
Перший показовий політ було заплановано провести 18 січня, проте коли зранку почав йти потужний мокрий сніг, його відклали ще на один день.

## Історичний політ «Флесселя» над Ліоном

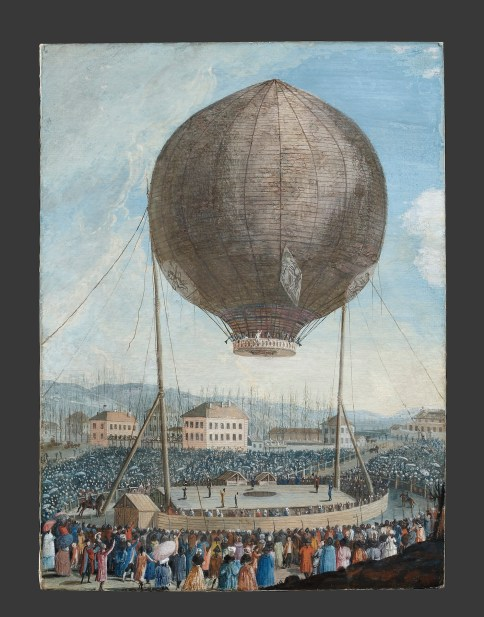
Політ «Флесселя» над Ліоном (19 січня 1784 року)

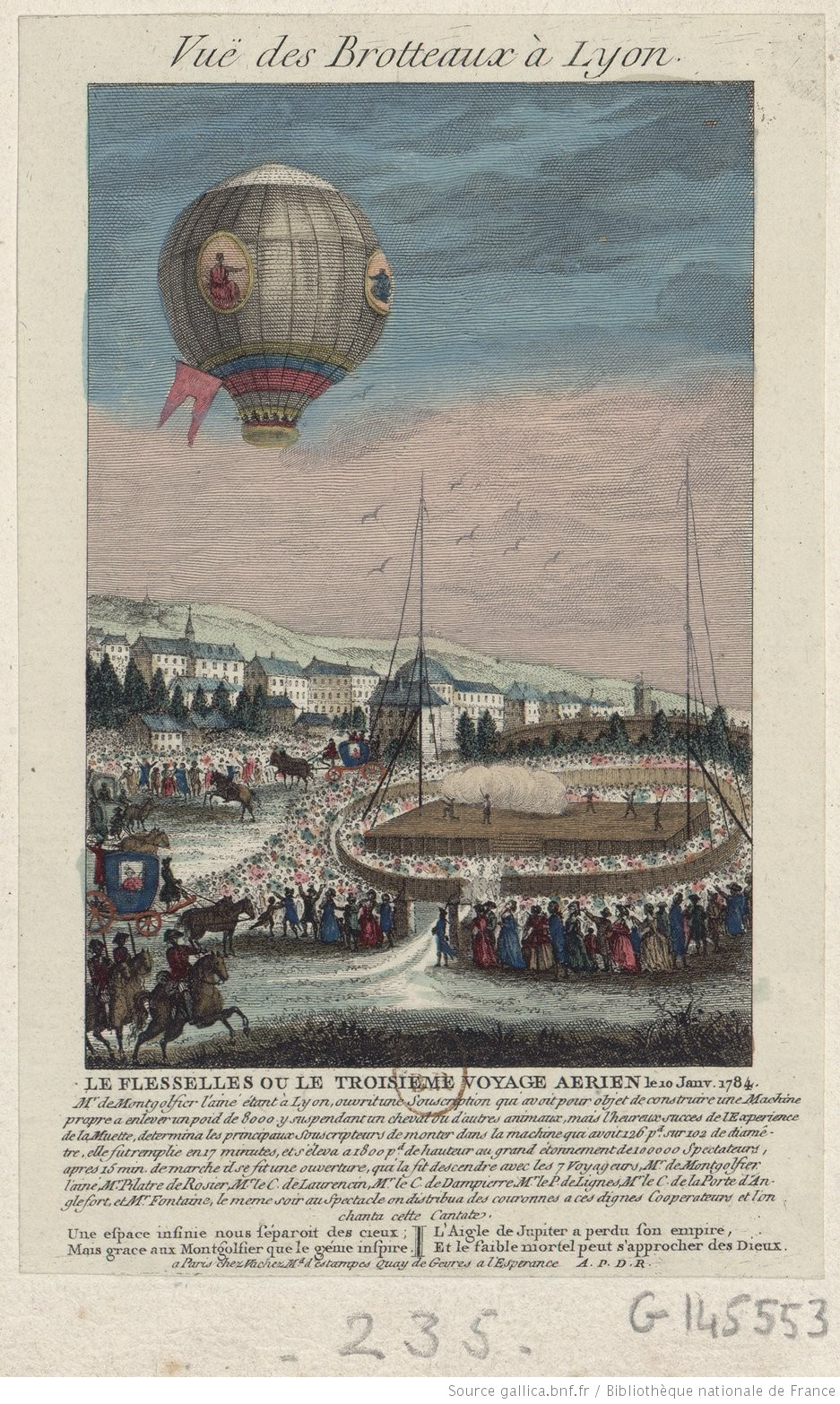
Гравюра із зображенням польоту «Флесселя» в 1784 році

19 січня 1784 року до 12 години дня в ліонському районі Бротто, де мав відбутися старт польоту «Флесселя», зібралось близько 100 тисяч глядачів (місцеві журналісти могли дещо завищити цю цифру, адже в цілому Ліоні тоді мешкало не більше 150 тисяч людей). Серед глядачів, які чекали на політ «Флесселя» було чимало іноземців й гостей міста. Серед них, наприклад, був відомий швейцарський геолог і ботанік Орас Бенедикт де Соссюр, який прибув із Женеви і якого мали прийняти в Ліонській академії наук.
Вже перед самим показовим польотом, серед шістьох пасажирів «Флесселя» виникла дискусія, чи витримає повітряна куля їхню вагу і чи зможе вона злетіти. Пілатр де Розьє пропонує зменшити кількість пасажирів до чотирьох, а щоб виявити кого залишити, провести жереб. Проте після гострої і запальної розмови, пропозицію де Розьє було відкинуто, адже ніхто не хотів поступатись своїм місцем в гондолі, а оскільки всі прийшли озброєні пістолетами, подальший конфлікт загрожував завершитись перестрілкою прямо перед глядачами.
Коли всі шестеро пасажирів розмістились в гондолі Жозеф Монгольф'є, який зайшов у неї останнім, відав наказ різати мотузки, що тримали кулю біля землі. Перевантажений «Флессель» стартував дуже повільно, навіть коли Монгольф'є і Пілатр де Розьє викинули з гондоли всі мішки з баластом, куля піднялась над сценою не більше ніж на метр. Ситуацію ще більш загострив молодий юнак Клод Габріель Фонтен, який протягом місяця допомагав робітникам які створювали кулю, а вже після її старту вирішив, що також заслуговує стати одним з її пасажирів. Він кинувся до гондоли і несподівано для всіх стрибнув у неї, якраз в момент коли куля почала свій підйом. Отже, загалом, в історичний політ «Флесселя» вирушило 7 пасажирів.
За перші 16 хвилин польоту перевантажений «Флессель» піднявся над Ліоном на висоту 2400 футів. Та на висоті вітер раптово змінив свій напрямок і дуже різко шарпнув оболонку кулі, яка одразу ж порвалась у місці, яке раніше зашивали після пожежі. Хтось з пасажирів одразу залив водою піч і пальник і оскільки гаряче повітря більше не надходило в оболонку, куля дуже швидко втрачала висоту. Вже за 24 хвилини після свого старту «Флессель» дуже різко приземлився на галявину за сотню ярдів від сцени. Удар об землю при приземлені був дуже різким й сильним, проте більшість з пасажирів обійшлися легкими пораненнями й синцями і лише в декількох з них було вибито пару зубів.

## Після польоту «Флесселя»

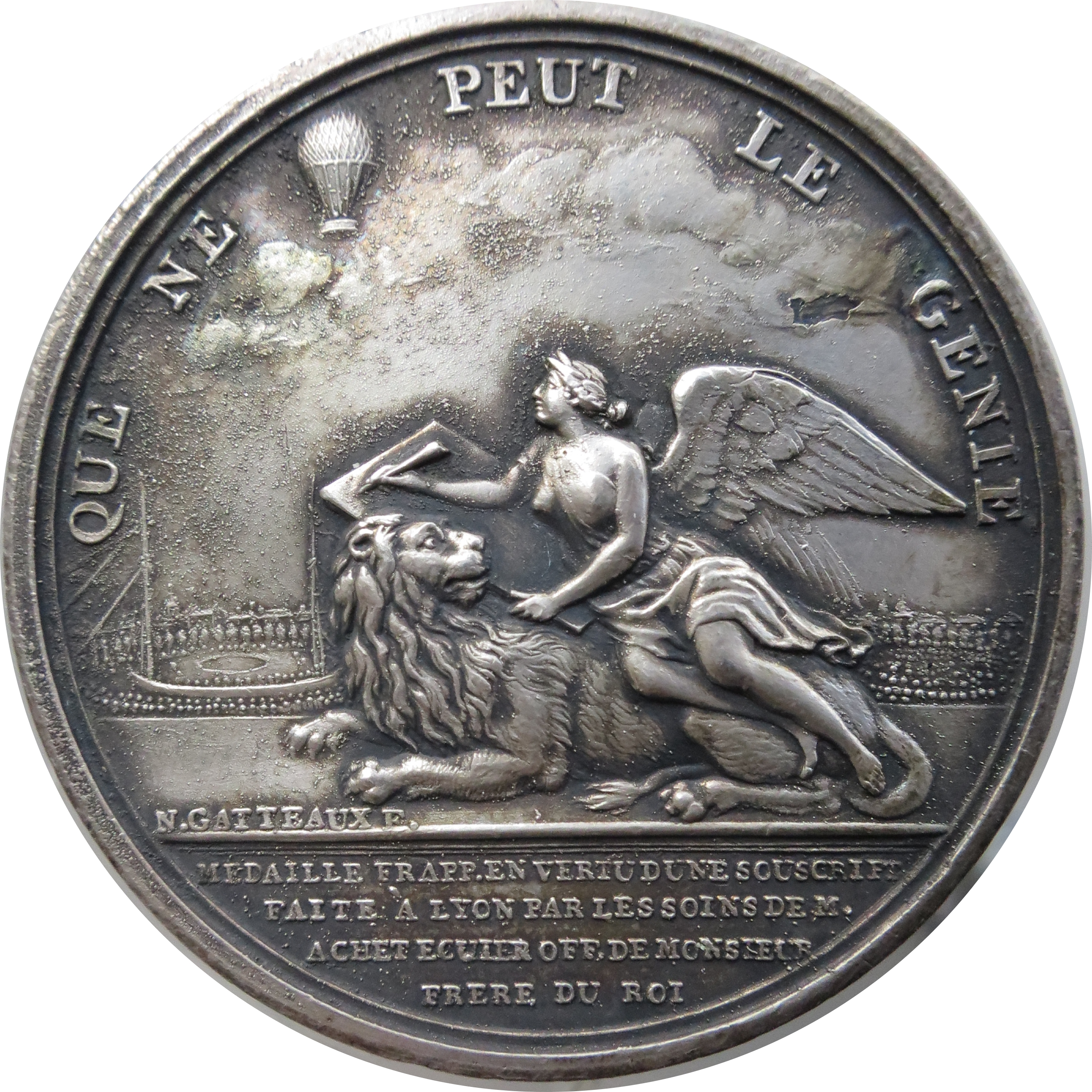
Памятна срібна медаль із зображенням польоту «Флесселя»

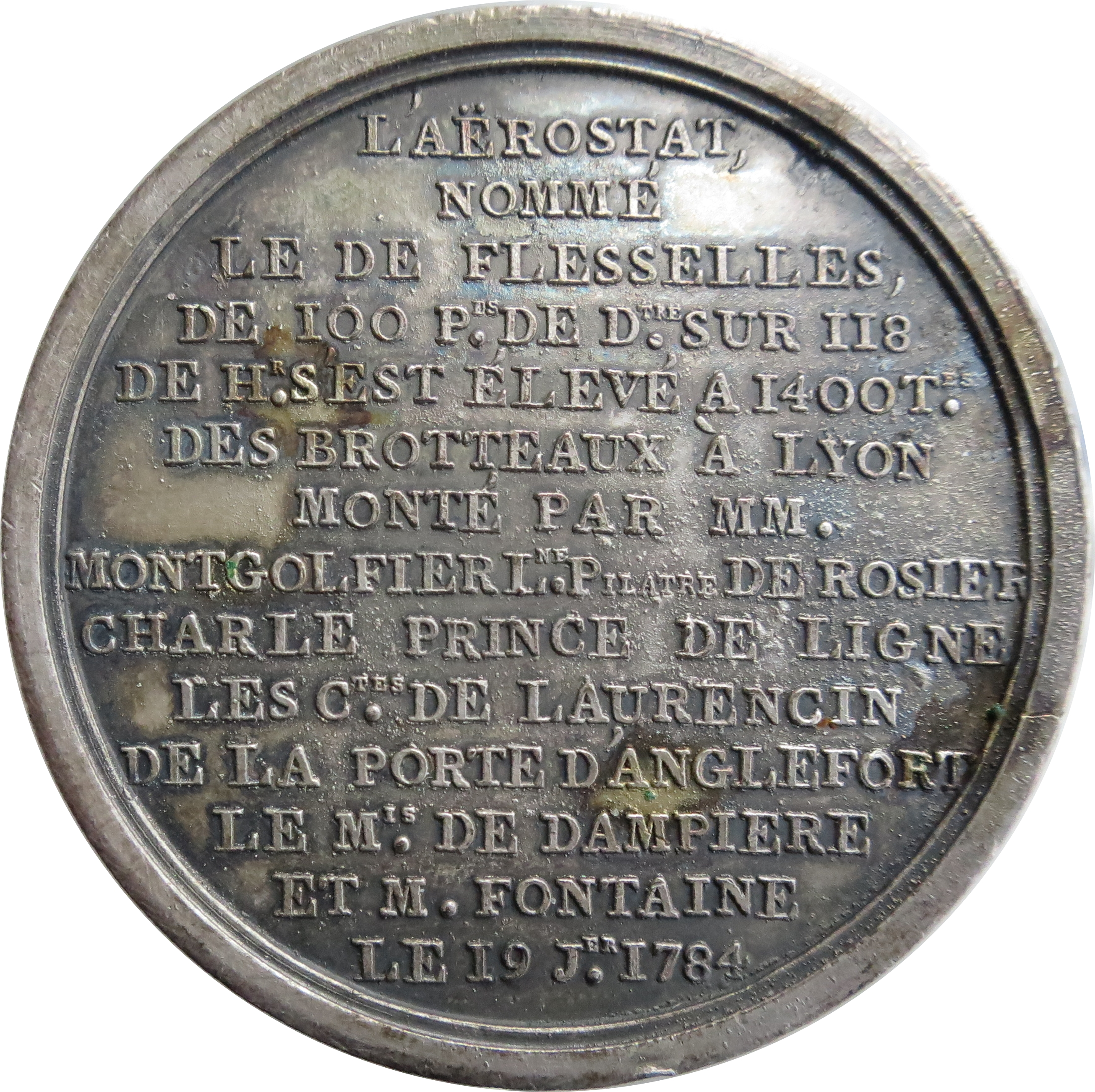
Опис польоту «Флесселя» на памятній срібній медалі

Незважаючи на досить короткий політ «Флесселя» всі глядачі, які за ним спостерігали, були дуже задоволені видовищем, адже це був лише третій політ повітряної кулі з пасажирами в світі і більшість з них до цього часу ніколи не бачили жодного літального апарата. Тому в Ліоні, в честь Жозефа Монгольф'є, Пілатра де Розьє і їхніх компаньйонів було влаштовано бенкет. А вечері, всі пасажири вирушили на театральну виставу «Iphigénie en Aulide», яку перервали гучні оплески і овації як тільки вони увійшли в зал. Наступного дня, 20 січня 1784 року, всіх сімох героїв польоту «Флесселя» вшанували в Ліонській Академії Наук.
Політ «Флесселя» в Ліоні швидко став відомим у всій Франції і незабаром, в королівській скарбниці було виготовлено спеціальну срібну медаль із зображенням самої повітряної кулі і пам'ятним описом її польоту.